# Калвата-Конта (Бреша)
Калвата-Конта је насеље у Италији у округу Бреша, региону Ломбардија.
Према процени из 2011. у насељу је живело 37 становника. Насеље се налази на надморској висини од 113 м.